# オーガノイドシステム
オーガノイドシステム（通称OS）はトミー（現タカラトミー）より発売されたゾイドシリーズの背景設定に登場する架空のシステム。

## 概要
ゾイドシリーズにおいては第2期シリーズ（1999～2006年）において登場。
シリーズ内における「オーガノイド」の呼称の初出となったのはアニメ作品『ゾイド-ZOIDS-』の第2話作中となるが、同作では他の戦闘ゾイドに合体することでパワーアップやその他の効果を付与する体長2mほどのゾイドでとして描写された。この小型ゾイドとしてのオーガノイドの発案者は、アニメ放送時に『月刊コロコロコミック』において漫画作品『機獣新世紀ZOIDS』を執筆した上山道郎で、誌面における構成の事情から生まれたものとされている。
その後、トミーより玩具商品『EZ-026 ジェノザウラー』が発売された際、背景ストーリーとなる『ゾイドバトルストーリー』内において「オーガノイドシステム」と呼称される新規の設定が登場している。ただし、こちらではゾイドコアを強化する技術の一種として設定されている。「オーガノイド」という呼称は各媒体において登場するが、その扱いや設定には差異がある。

## 『ゾイドバトルストーリー』におけるオーガノイドシステム
オーガノイドシステム（以下、OSと表記）とは、ゾイドコアを活性化させ、戦闘能力の強化と進化をもたらすプログラム。元は古代Zi人によって生み出されたテクノロジーであり、西方大陸に点在するオリンポス山や、ガリル遺跡などの古代遺跡からその情報を記した物が出土し、へリック共和国・ガイロス帝国両軍のゾイドにおいて導入された。
このシステムを搭載されたゾイドは、闘争本能の刺激によるコアの活性化に伴い従来型を上回る戦闘力・運動性・生命力を獲得し、金属細胞再生能力を劇的に高める。さらにはゾイドコアの分裂・成長を促進させる技術的な応用性をも併せ持っており、仮死状態のコアの復活や、絶滅したコアの遺伝子情報を復元することも可能となる。その反面、凶暴化したゾイドの闘争心がパイロットの精神にも多大な影響を及ぼす危険性を持ち、搭乗者に心身ともに多大な負担がもたらされるという問題点を露呈させた。OSの効果を限定的に施す調整を行えば一般兵でも扱うことは可能ではあるが、性能はシステム未調整の機体には及ばない。また、システムそのものにゾイドの精神破壊を招き、コアの寿命を極端に縮めるデメリットもあったため、ある時期を境にその採用は見送られていった。一方で、ネオゼネバス帝国ではその効力をコントロール下に置くことに成功している。

### 作中での扱い

#### 初期
西方大陸戦争を扱った第2期のストーリーから初登場。ZAC2099年、ガイロス帝国によってオーガノイドシステムを使用したデスザウラー復活計画が描かれた。作中ではシールドライガー等から成る共和国軍の高速戦闘隊との戦いによってこの際のデスザウラーは相打ちの形で撃破され、復活は一時的に阻まれる。その後、オリンポス山の山頂の遺跡に残されたデータからOSの一部解析に成功したことから、ZAC2100年にガイロス帝国が試作段階のジェノザウラーに搭載。模擬戦闘でセイバータイガーATとレッドホーンGCを瞬時にして葬ってみせた。しかし、ジェノザウラーにはOSの精神的負荷に耐えられる搭乗者がおらず、量産化は遅滞する。
また、共和国でも遺跡から持ち帰られたデータを元に、シールドライガーにOSを搭載することでブレードライガーを完成させるが、こちらも操縦性の悪化により一部のエースパイロットにしか扱えない機体となっている。同様にゴジュラスにOSを搭載したゴジュラス・ジ・オーガも開発されたが、性能こそ通常ゴジュラスの10倍の戦闘力を持つに至ったものの、元々扱いにくかったゴジュラスが誰にも扱えなくなってしまい、無人仕様に改修されている
設定面ではOSを限定的に搭載した機体も登場している。これらは一般レベルのパイロットでも扱えるものの、登場時には俊敏性や生命力等で同クラスの従来機を超える高性能なゾイドとして扱われている。レブラプターやガンスナイパー、ストームソーダー、ライトニングサイクスなどが開発されている。
作中では、OSの持つ搭乗者への負担は帝国上層部からも指摘され、その欠陥を埋めるためにさらなる探索が行われた。そうした中で、ガイロス帝国は西方大陸ガリル遺跡から「真オーガノイド」のゾイドコアを入手する。ジェノザウラーやレブラプターといった実験型OS搭載機を凌駕する性能を誇るが、これを搭載したデススティンガーは戦闘中に自己防衛本能を覚醒させた結果暴走し、パイロットの死亡後も活動を続けるゾイドへと変貌した。さらに暴走時の各性能は製作者の想定を遥かに超えるレベルに達した。
真オーガノイドには自己増殖、自己進化の能力があり、これによって暴走したデススティンガーは襲撃したゾイドを糧にして自ら増殖、進化していったが、真オーガノイドの危険性を察知した前述のヘリック、ガイロス両国のエースパイロット二人とその専用機の活躍と犠牲によってデススティンガーの暴走は阻止された。
後に量産されたデススティンガータイプの機体には「インターフェイス」という、搭乗者への精神負担を肩代わりする事ことで暴走を抑える人間サイズのゾイドを一緒に搭載することによって真オーガノイドのコントロールは可能となった。

#### 後期
ガイロス帝国（正確にはガイロス帝国内のネオゼネバス派）は西方大陸撤退直前に発掘されたインターフェイスと呼ばれる小ゾイドからOSの制御に成功。デススティンガーの改良機であるKFD（キラー・フロム・ザ・ダーク）を開発したが、この際は実験機だったこともあり、出力を70%に抑えた状態で出撃していたため、最終的にはライガーゼロを含む共和国ゾイド群を相手に全滅している。
また、OSの持つゾイドコアの分裂促進能力を活用し、ZAC2101年には絶滅危機にあったウオディックを増殖させてふたたび再配備している。また、作中ではその後にOSの応用によってデスザウラーを完全に復活させた。この時のデスザウラーは最大の激戦地セスリムニルの戦場の30機を含め、暗黒大陸本土決戦時には総計50機が完成し投入された。旧ゼネバス帝国時代の機体よりも操縦性が悪くなったものの出力は格段に向上しており、マッドサンダーの反荷電粒子シールドを荷電粒子砲で強引に突破し溶かしてしまうほどの力を発揮した。
その後、ZAC2106年の時点でネオゼネバス帝国はOS解析をほぼ完全に成功しており、デススティンガーをベースにしたステルススティンガー、サックスティンガーといった、OSを標準装備し従来機よりも高い戦闘能力と再生能力を併せ持ったゾイドを多数配備している

#### リバースセンチュリー
キングゴジュラスのコントロール技術とガイロス宮殿地下の古代ゾイド人技術を用いて完成した「DLS（ダイレクトリンクシステム）」が登場。ゾイドの闘争本能とパイロットをリンクさせゾイドの戦闘能力を向上させる機能を持ち、西方大陸戦争にて実用化されたOSの先駆的存在として扱われている。

#### ゲーム
『ZOIDS2 ヘリック共和国VSガイロス帝国』においても、上記の設定に準じる形でOSが登場。オーガノイドシステムやデススティンガーを巡って、主人公（プレイヤー）やライバルおよび同作中の陰謀の黒幕が戦ってゆくストーリーとなっている。

### 搭載ゾイド
（限定）は限定的にOSが用いられている機体。（培養）はOSを使って培養された機体。（真）は真オーガノイドを用いた機体。
- ジェノザウラー（先行型は未調整、量産型は調整型を使用）
- レブラプター（限定）
- ブレードライガー（先行型は未調整、量産型は調整型を使用）
- ストームソーダー（限定）
- ガンスナイパー（限定）
- ジェノブレイカー
- ライトニングサイクス（限定）
- ゴジュラス・ジ･オーガ
- デススティンガー、キラー・フロム・ザ・ダーク（真）
- ウオディック（培養）
- デスザウラー（培養）
- ステルススティンガー
- サックスティンガー

## アニメ『ゾイド-ZOIDS-』、『ゾイド新世紀スラッシュゼロ』におけるオーガノイド

### アニメ『ゾイド -ZOIDS-』
アニメ第1作では古代ゾイド人が残した小型ゾイドの種類として登場。アニメーション作中では4種類が登場。それぞれ異なる特徴や特化した能力を持ち披露している。
作中においてゾイドと合体する時は、そのゾイドコアと一体化する描写が見られる。合体することでゾイドの戦闘力は強化され、その性能から作中ではヘリック共和国軍・ガイロス帝国軍を問わず探索が行われていた。いずれもゾイドを進化させる能力を持っており、このうちジークとシャドーは「エボリューション・コクーン」と呼ばれる繭を形成してゾイドを進化させている。一方で、アンビエントとスペキュラーは合体直後または戦闘中にゾイドの姿を変貌させている。
ジーク
全長4.1m、全高2.0m、重量212.0kg、最高速度60.0km/h。アニメ第1話から登場した銀色のオーガノイド。対となる古代ゾイド人はフィーネ・エレシーヌ・リネ。背部からスラスターを展開して飛行する能力を持つ。作中では第22話でゾイドコアを破壊され石化したシールドライガーに対し、第23話で光の繭「エボリューション・コクーン」を形成し、第25話においてブレードライガーへと進化させ復活させる能力を見せた。また、第52話ではパワーアップしたバンの能力に合わせ、ブレードライガーの性能強化も行った。ゾイドイヴのイヴ・コンソールにフィーネと共にアクセスし、ゾイドイヴを停止させることができる能力を持つ。オーガノイドの中では特に情が深く、バンやその仲間との間ではコミカルな一面も多々見せており、中盤以降は人間の言葉と聞き取れるレベルの声で会話している。第22話では人間をボディ体内へ収納する機能を見せた。
シャドー
アニメ第12話から登場した黒いオーガノイド。対となる古代ゾイド人は不明。背部から主翼を展開して飛行する能力を持つ他、第18話ではレイヴンをボディ内へ収納する機能を見せた。通常のオーガノイドでは1分程度が限界とされるジェノブレイカーへの合体・制御を3分間持続可能。元々はヘリック共和国軍が調査していたが、この情報を聞いたギュンター・プロイツェン率いるガイロス帝国軍の強襲が絡み脱走する。長い年月を経てガイロス帝国軍が野生化したシャドーを捕縛し、ギュンター・プロイツェンが直属の部下のレイヴンに優秀な兵士となった褒美として与え、レイヴンが飼い慣らした。第44話ではシャドーがレイヴンの潜在的な能力にジェノザウラーがついていけないと判断し、ジェノザウラーを光の繭「エヴォリューション・コクーン」で包み、第47話でジェノブレイカーへと進化させた。第57話ではジェノブレイカーとの限界を超えた合体に耐えられずに石化し消滅、その後レアヘルツの谷にて復活をする。レイヴンからは「ゾイドの中でも一番お前が嫌いだ」と常に言われていたが、シャドー自身は常にレイヴンのことを想って行動をしていた。
アンビエント
アニメ第35話から登場した赤いオーガノイド。対となる古代ゾイド人はヒルツ。背部から光翼状の噴射を行い飛行する能力を持ち、尾部には棘状の装備を有する。合体したゾイドの外観を変化させる能力を持ち、第35話においてステルスバイパーと合体した際はその体躯を延長させ、第52話においてはガンスナイパーを赤色のトゲスナイパーへと変貌させた。また、第63話でグラヴィティ・カノンを撃ち込まれゾイドコアが停止、石化現象が起こり始めたデススティンガーのゾイドコアと合体しゾイドコアを再び可動させ復活させたが、ゾイドイヴが覚醒した第66話にてデススティンガーのゾイドコアに取り込まれる形で絶命する。
第49話ではレイヴンの過去が明かされるシーンの中でレイヴンの両親がカプセルの中で眠っていたアンビエントを研究していたが、カプセル中で突如覚醒し彼らを殺害しており、レイヴンがギュンター・プロイツェンに拾われガイロス帝国軍の非情な兵士となる全てのきっかけを作った存在。第54話で、人間をボディ体内へ収納する機能を見せた。
スペキュラー
アニメ第37話から登場した青いオーガノイド。対となる古代ゾイド人はリーゼ。背部から光翼状の噴射を行い飛行する能力を持つ。また、人間の精神を操る波長を増幅、リーゼの保有する古代昆虫の力を併用し人間を操ることが可能。第37話でダブルソーダと合体した折には機体を巨大化させる能力、第65話で人間をボディ体内へ収納する機能を見せた。

#### ビーク
『ゾイド -ZOIDS-』においてGF（ガーディアンフォース）の一員であるトーマ・リヒャルト･シュバルツ中尉が開発したAIビークが登場している。AIビークはゾイドコアに接続され、索敵、射撃管制と操縦支援を可能としている。トーマ本人は「人工オーガノイドと呼べるもので、私的な計算上ではオーガノイド以上の力を持つ」と自称している。
兄であるガイロス帝国のカール・リヒテン・シュバルツ大佐に機械いじり以外のことで超えることができなかったトーマが、兄に自分の能力を認めてもらうために開発したものであり、ビークの性能とそれを作り上げた自身の頭脳に関しては絶対の自信を持っている。トーマとビークの会話のやり取りではコミカルな面を見せることもある。
普段はトーマが搭乗するディバイソンに搭載されているが、第62話ではトーマが乗り込んだハンマーヘッドに移植されたこともある。あくまでもトーマが個人的に開発したものなのでトーマ以外には特に類似している機種を使用する描写はなかった。

### アニメ『ゾイド新世紀スラッシュゼロ』
『ゾイド -ZOIDS-』と世界観を共有する本作では、「アルティメットX」と呼ばれる特定のゾイドに搭載された一種の人工知能をオーガノイドシステムと呼称している。戦闘を経ることによって経験を蓄積し、ゾイド自身の戦闘能力を高めることができるとされている他、アルティメットXとして覚醒したゾイドは「今では幻とされた『オーガノイド』を持つことが許された存在」と言われる。

## 漫画『機獣新世紀ZOIDS』におけるオーガノイド
ジークとシャドーの2種類が登場。オーガノイドはどちらも合体することでゾイドの性能を向上させるが、同漫画におけるシャドーは合体したゾイドが一定時間を経つと死に至る設定を持っている。ジークは収容した人間の傷を治癒させる能力を秘めている他、合体したゾイドから過去の記憶を読み取る描写も見受けられた。また、ジーク、シャドーともに分子レベルで搭乗者とゾイドを融合させ、操縦負荷を軽減させる能力も併せ持っている。そのため、ゾイドとの合体時の描写もアニメとは異なり、スペードまたはハート形に変形、その後搭乗者を守る保護シートのように変化してコックピットに搭乗者とゾイドを融合させる形で合体している。

## ゲーム『ZOIDS SAGA』など
『ZOIDS SAGA II』においてパルスと呼ばれるヒョウ型のオーガノイドが登場。アーカディア王国の古代遺跡から発見されてDr.Tがオーガノイド研究のための実験をしていたが、時空融合で飛ばされた世界で出会った主人公ゼルに譲られる。
パルスはマスター（ゼル）の感情や精神に影響を受けて成長し、会話の選択肢によって体色が白・黒・青・赤に変化（能力も変化）する。オーガノイドについて、ゼルは（実在するとは思わなかったが）ゾイドを強化できる生物という程度の知識があったが、町の人々はオーガノイドを全く知らないような反応を示した。物語中では、パルスが時空融合に伴う現象である時空クレバスに反応したり、ブリッツタイガーはパルスと合体することで限界まで性能を引き出せると説明されたりした。
なお、パルスと対になる古代人の存在は不明だが、『ZOIDS STRUGGLE』のストーリーモードに登場する古代ゾイド人のルーシュが、パルスに酷似した黒い小型ゾイドを引き連れている場面がある。ただし、同作ではパルスやオーガノイドについて全く説明は無く、ストーリー的にも関連づけられていない。
その他、スーパーロボット大戦シリーズの『スーパーロボット大戦Operation Extend』でもジークなどのオーガノイドが登場する。『ゾイド -ZOIDS-』作品としての参加となるため、設定などは同アニメに準じている。

## ZOIDS conceptartシリーズ
『ZOIDS concept art』と世界観を同じくする『ゾイドオリジナル』においては、ゾイドの遠隔操縦用装置として「オーガノイドマスク」が登場するが、その詳細は不明。

## HMM（ハイエンドマスターモデル）
コトブキヤより展開されているHMM（ハイエンドマスターモデル）においては、従来の公式ファンブックやアニメシリーズのそれと異なり、複数の設定が与えられている。
2007年12月に発売された「HMMジェノザウラー」の組立説明書においては「ゾイドを兵器として管理するフォーマット」「戦闘用に改造される際に抑制されてしまうゾイドコアを異常活性化させ、ゾイドの潜在能力を完全なまでに引き出す」としているオーガノイドシステムとは別に、ゾイドコアの分裂を促進し、絶滅種のゾイドを再生・量産することが可能となるゾイド因子の存在が記述されている。
2009年12月に発売された「HMMブレードライガーAB バン仕様」の組立説明書においては「ヘリック共和国、ガイロス帝国それぞれが遺跡に記してあった情報を解析して得た技術で制作したゾイドコアのリミッター解除ユニット。パワーや生命力・再生能力が格段に向上するものの、凶暴性が増すために、操縦は非常に困難になる」、「ガイロス帝国軍によって解析されたゾイドコアを胚の段階で戦闘本能、遺伝情報を組み替える原型質転換技術」、「オーガノイドと呼ばれる古代ゾイド人が生み出した小型ゾイドが、ほかのゾイドに融合することで戦闘能力を大幅に強化するタイプ。生きた化石と呼ばれるほど稀少なもので、その存在はわずか数個体が確認されている」の3種類が存在するとしている。
2016年12月に発売された「HMM ゴジュラス・ジ・オーガ」の組立説明書においては「ゾイドコアと直結させることで野生の戦闘本能を覚醒させ、同時にゾイドコアと搭乗者の意識を融合させて驚異的な戦闘力を引き出す生体本能覚醒装置」と記述されている。
2017年11月に発売された「HMM ストームソーダー」の組立説明書においては、「暗黒軍に用いられていたゾイド技術の近縁であり、装備したゾイドにマグネッサーを与えればゾイドコアをストレスフリーにさせることができる」と記述されている。
また、2016年に発売された『HMM アイアンコング プロイツェンナイツ』においてはオーガノイドシステムの発掘時期を西方大陸戦争開戦前としており、ガイロス帝国はそれによって得られた技術によって旧ゼネバス帝国のゾイドを復活・再調整したと位置付けている。その一方で、2020年に発売されたキット商品においては、オーガノイドシステムの発掘を西方大陸戦争勃発後とした説明となっている。